# Ель-Пасо (округ, Колорадо)
Шаблон:StateAbbr_ 38°50′ пн. ш. 104°31′ зх. д. / 38.84° пн. ш. 104.52° зх. д.
Округ Ель-Пасо (англ. El Paso County) — округ (графство) у штаті Колорадо, США. Ідентифікатор округу 08041.

## Історія
Округ утворений 1861 року.

## Демографія
За даними перепису
2000 року
загальне населення округу становило 516929 осіб, зокрема міського населення було 467932, а сільського — 48997.
Серед мешканців округу чоловіків було 259598, а жінок — 257331. В окрузі було 192409 домогосподарств, 133829 родин, які мешкали в 202428 будинках.
Середній розмір родини становив 3,11.
Віковий розподіл населення поданий у таблиці:
| Стать    | До 15 років | 15-21 | 22-29 | 30-39 | 40-49 | 50-65 | 65-85 | Понад 85 |
| -------- | ----------- | ----- | ----- | ----- | ----- | ----- | ----- | -------- |
| Чоловіки | 61555       | 29722 | 32100 | 43042 | 40850 | 33604 | 17498 | 1227     |
| Жінки    | 57885       | 25404 | 28659 | 41781 | 41956 | 35584 | 22805 | 3257     |

## Суміжні округи
- Дуглас — північ
- Елберт — північний схід
- Лінкольн — схід
- Кроулі — південний схід
- Пуебло — південь
- Фремонт — захід
- Теллер — захід

## Виноски
1. ↑  U.S. Decennial Census. United States Census Bureau. Архів оригіналу за 26 квітня 2015. Процитовано 7 червня 2014.
2. ↑  Historical Census Browser. University of Virginia Library. Архів оригіналу за 11 серпня 2012. Процитовано 7 червня 2014.
3. ↑  Population of Counties by Decennial Census: 1900 to 1990. United States Census Bureau. Архів оригіналу за 31 липня 2014. Процитовано 7 червня 2014.
4. ↑  Census 2000 PHC-T-4. Ranking Tables for Counties: 1990 and 2000 (PDF). United States Census Bureau. Архів оригіналу (PDF) за 18 грудня 2014. Процитовано 7 червня 2014.
5. ↑  State & County QuickFacts. United States Census Bureau. Архів оригіналу за 25 червня 2011. Процитовано 22 жовтня 2015.(англ.) Наведено за англійською вікіпедією.
6. ↑  American FactFinder. Бюро перепису населення США. Архів оригіналу за 21 травня 2008. Процитовано 31 січня 2008.

| США | Це незавершена стаття з географії США. Ви можете допомогти проєкту, виправивши або дописавши її. |